# Colonel-Knight-Stadion
Das Colonel-Knight-Stadion ist eine Eissporthalle im mittelhessischen Bad Nauheim. Neben dem öffentlichen Eislauf wird das Stadion von örtlichen und regionalen Sportvereinen genutzt, vor allem von der Eishockeymannschaft des EC Bad Nauheim für die Heimspiele in der DEL2.

## Geschichte

### Der Neubau
Das heute 4500 Zuschauer fassende Stadion wurde im Winter 1945/46 auf Weisung des US-Amerikaners Colonel Paul Rutherford Knight in seiner Funktion als lokaler Befehlshaber der alliierten Streitkräfte am Rande des Kurparks erbaut, um den in der Region stationierten G.I.’s die Gelegenheit zu sportlicher Aktivität in der Freizeit zu bieten. Er setzte sein Vorhaben gegen alle Widerstände, die sowohl in der US-Army als auch bei den deutschen Behörden bestanden, durch, nachdem er die mündliche Zustimmung von General Patton eingeholt hatte. Der Baubeginn wurde auf den 8. Oktober 1945 terminiert. Der Colonel hatte den ehrgeizigen Plan, den Bau in 100 Tagen zu vollenden, um es bereits im Winter 1945/46 für den Eissport nutzen zu können. Als dieser Zeitrahmen in Gefahr geriet, wurden mehr als 50 Häftlinge der Butzbacher Strafanstalt abgeordnet und auch eine regelmäßige Nachtschicht eingeführt.
Aufgrund der immensen Anstrengungen konnte das vorgegebene Ziel schließlich erreicht werden. Die feierliche Eröffnung des Stadions, das über 1500 Sitz- und 2500 Stehplätze verfügte und die zu jener Zeit größte Eisfläche Europas (60 Meter lang und 35 Meter breit) beherbergte, fand in den Abendstunden des 22. und 23. Januar 1946 statt. Stargast bei den Eröffnungsfeiern war die Eiskunstläuferin Maxi Herber. Ihr Ehemann Ernst Baier, mit dem sie im Paarlauf mehrfach die Eiskunstlauf-Weltmeisterschaft gewonnen hatte, durfte hingegen nicht auftreten, weil die Amerikaner ihm seine früheren Kontakte zu Joseph Goebbels verübelt hatten.
Wegen der Zeitknappheit und dem gegen Ende der Bauarbeiten eingetretenen großen Frost konnte das Stadion zunächst nur provisorisch fertiggestellt werden – und sollte es auf Jahre bleiben. Denn nur wenige Tage nach der feierlichen Eröffnung hatten sich Knights Feinde in der Army durchgesetzt, ihn seines Postens enthoben und die Einstellung weiterer Bauarbeiten verfügt. Auch die für Anfang Februar 1946 angekündigten Eishockeyspiele wurden abgesagt. Colonel Knight, der während seiner Dienstzeit als Stadtkommandant von Bad Nauheim in dem Haus Nummer 26 an der Kurstraße residiert hatte, lebte nach seiner Absetzung noch etwa vier Wochen lang im Hotel Kaiserhof und sagte in jener Zeit die bedeutsamen Worte: „Die Amerikaner werden eines Tages gehen. Aber das Eisstadion wird der Stadt Bad Nauheim erhalten bleiben.“

### Die Entwicklung des Eissports in Bad Nauheim
1947 wurde die Stadionerweiterung schließlich doch genehmigt und dadurch der Grundstein zur Veranstaltung von Meisterschaftsspielen gelegt. Aus Rastenburg im ehemaligen Ostpreußen, der früheren Hochburg des deutschen Wintersports, kamen diverse Spieler, die den Aufstieg der Eishockeymannschaft im VfL Bad Nauheim in Gang setzten. Der VfL gehörte sodann zu den Gründungsmitgliedern der in der Saison 1948/49 neu gegründeten höchsten deutschen Eishockeyliga. Seither diente das Stadion dem VfL Bad Nauheim, später dem EC Bad Nauheim, als Heimspielstätte für seine Eishockeyspiele.
Durch die ausgetragenen Eisrevuen kam zugleich eine Reihe von bedeutenden Eiskunstläufern nach Bad Nauheim. Neben den bereits erwähnten Olympiasiegern im Paarlauf, Maxi Herber und Ernst Baier, traten unter anderem die Olympiasieger Ria Baran und Paul Falk sowie die deutschen Meister Horst Faber, Ina Bauer, Erich Zeller und andere in der Kurstadt auf. Auch Marika Kilius und Franz Ningel starteten ihre Paarlaufkarriere im hiesigen Eisstadion für den VfL Bad Nauheim, weil es in ihrer Heimatstadt Frankfurt damals noch keine Kunsteisbahn gab. Eine besondere Attraktion war das Spiel einer deutschen Auswahlmannschaft gegen Dynamo Moskau im Februar 1955. Immerhin war es das erste Spiel einer russischen Mannschaft auf westdeutschem Boden überhaupt.

### Namen des Stadions
Die Arena firmierte zunächst als 100-Tage-Stadion, bei ihrer Überdachung 1969 wurde die Spielstätte in Kunsteisstadion Bad Nauheim umbenannt. Seit 1999 trägt das Stadion den Namen seines Erbauers.

### Renovierungen
Im Januar 2010 drohte dem Colonel-Knight-Stadion die baldige Schließung aufgrund von Sicherheitsbedenken speziell durch das in die Jahre gekommene Dach, was heftige Proteste der Eissportbegeisterten in der Wetterau zur Folge hatte. In einer Stadtverordnetenversammlung der Stadt Bad Nauheim wurde mit großer Mehrheit beschlossen, Geld für eine Sanierung des Stadions in der Sommerpause der Jahre 2010 und 2011 bereitzustellen. In der ersten Phase wurden Dach und Beleuchtung erneuert, 2011 folgten dann weitere notwendige Arbeiten an der Außenfassade des Stadions. Die Stadt Bad Nauheim stellte für diese Sanierungsarbeiten insgesamt 500.000 € zur Verfügung. Am Ende konnten somit rund 700 m² Putzfassade, 640 m² Dachflächen, 1.200 m² Gerüste, 250 m² Glasfassaden saniert sowie 650 m² Holzverschalung angebracht werden. Das sanierte Colonel-Knight-Stadion wurde schließlich am 19. November 2011 vom Bad Nauheimer Bürgermeister Armin Häuser im Rahmen der Show "Bad Nauheim on Ice" offiziell eingeweiht.
Im Sommer 2024 wurden eine neue Flex-Bande, neue Auffangnetze und ein neues Computersystem für den Video-Beweis installiert. Ein Stadiumsneubau wird seit längerem diskutiert, scheitert aber bisher an fehlender Finanzierung.

## Nutzung und Heimspielbetrieb
Das Stadium befindet sich im Eigentum der Stadt Bad Nauheim, die rund 900.000 Euro Betriebskosten aufbringt. In den Wintermonaten wird die Eisfläche zum öffentlichen Eislauf geöffnet, was etwa 25 % der Nutzungszeiten belegt. Weitere 30 % werden durch die Jugendorganisation des EC, den Rote Teufel Nachwuchs genutzt. Spielzeiten der DEL2-Profis des EC Bad Nauheim sind mit 10 % vertreten. Ebenfalls 10 % belegt der Eiskunstlauf des LSC Bad Nauheim (Leichtathletik-Sport-Club), der jährlich die hessischen Landesmeisterschaften im Eiskunstlaufen und den Joachim Edel Pokal im Stadium ausrichtet. Die übrige Zeit verteilt sich auf Eisaufbereitung, das Eisstockschießen der Eishoppers und Amateurteams wie die Tornados oder die Ice Devils, die in der Hauptrunde 2024/25 in der Landesliga Hessen spielen.
Bis etwa 2017 wurde das Stadion im Sommer von dem Inlinehockey Team Black Devils Bad Nauheim als Trainingsort und Heimspielstätte genutzt. Sie wurden 2017 Meister in der Landesliga Hessen, trainierten da aber schon in Assenheim. Die frühere IHD-Bundesligamannschaft Bad Nauheim Grizzlys stellte 2009/10 den Spielbetrieb ein.